# ناسینو (فیجی)
ناسینو (به لاتین: Nasinu) یک منطقهٔ مسکونی در فیجی است که در ویتی لوو واقع شده‌است. ناسینو ۹۲٬۰۴۳ نفر جمعیت دارد.